# 2023－2024年南太平洋熱帶氣旋季
2023－2024年南太平洋熱帶氣旋季，泛指在2023年7月至2024年6月內的任何時間，於南太平洋所產生的熱帶氣旋。大部份於南太平洋的熱帶氣旋通常都會於11月至4月期間形成。
本條目的範圍僅侷限於赤道以南，東經160度以東的南太平洋水域。在南太平洋產生的熱帶氣旋是由斐濟和新西蘭命名，而美国聯合颱風警報中心會把在該地區的熱帶低氣壓的編號以P字母作結。
以下各熱帶氣旋資訊以熱帶氣旋存在期間的最強形態為準。

## 已被國際命名的熱帶氣旋

### 強烈熱帶氣旋羅拉（Lola）
10月19日下午5時，熱帶低氣壓01U離開澳大利亞國家氣象局責任區進入南太平洋，因此改由斐濟氣象局接續發報，同時，斐濟氣象局將其判定為熱帶擾動，給予編號01F。
10月22日凌晨3時，聯合颱風警報中心將其升格為熱帶風暴，給予編號01P。下午2時，斐濟氣象局將其升格為一級熱帶氣旋，並命名為羅拉（Lola）。晚間8時，斐濟氣象局將其升格為二級熱帶氣旋。
10月23日凌晨3時，聯合颱風警報中心將其升格為一級熱帶氣旋。上午8時，斐濟氣象局將其升格為三級強烈熱帶氣旋。下午3時，聯合颱風警報中心將其升格為二級熱帶氣旋。晚間8時，斐濟氣象局將其升格為四級強烈熱帶氣旋。晚間9時，聯合颱風警報中心直接將其升格為四級熱帶氣旋。
10月24日凌晨4時，斐濟氣象局將其升格為五級強烈熱帶氣旋。晚間9時，聯合颱風警報中心將其降格為四級熱帶氣旋。
10月25日凌晨3時，斐濟氣象局將其降格為四級強烈熱帶氣旋。同時，聯合颱風警報中心將其降格為三級熱帶氣旋。上午9時，斐濟氣象局將其降格為三級強烈熱帶氣旋。同時，聯合颱風警報中心將其降格為二級熱帶氣旋。晚間9時，斐濟氣象局將其降格為二級熱帶氣旋。同時，聯合颱風警報中心將其降格為一級熱帶氣旋。
10月26日凌晨1時，斐濟氣象局將其降格為一級熱帶氣旋。
羅拉成為南半球有史以來最早的五級熱帶氣旋。

### 強烈熱帶氣旋馬爾（Mal）
11月5日，一個低壓在諾魯東南方形成，美國海軍研究實驗室給予擾動編號91P。
11月11日上午9時，斐濟氣象局判定其為一個熱帶擾動，給予編號02F。
11月12日上午9時，斐濟氣象局將其升格為熱帶低氣壓。
11月13日上午8時，聯合颱風警報中心將其升格為熱帶風暴。下午3時，斐濟氣象局將其升格為一級熱帶氣旋，並命名為馬爾（Mal）。
11月14日凌晨4時，斐濟氣象局將其升格為二級熱帶氣旋。上午9時，聯合颱風警報中心將其升格為一級熱帶氣旋。晚間9時，斐濟氣象局將其升格為強烈三級熱帶氣旋。
11月15日上午9時，斐濟氣象局將其降格為二級熱帶氣旋。
11月16日凌晨4時，斐濟氣象局將其降格為一級熱帶氣旋。

### 熱帶氣旋納特（Nat）
2月3日，一個低壓在湯加以東形成，美國海軍研究實驗室給予擾動編號95P。
2月4日清晨5時，斐濟氣象局判定其為一個熱帶擾動，給予編號06F。
2月5日下午2時，斐濟氣象局將其升格為熱帶低氣壓。
2月5日晚上8時，聯合颱風警報中心將其升格為熱帶風暴，並給與熱帶氣旋編號10P。
2月6日凌晨2時，斐濟氣象局將其升格為一級熱帶氣旋，並命名為納特（Nat）。晚上8時，斐濟氣象局將其升格為二級熱帶氣旋。
2月7日上午8時，斐濟氣象局將其降格為一級熱帶氣旋。
2月8日上午8時，斐濟氣象局將其降格為熱帶低氣壓。

### 熱帶氣旋奧西（Osai）
2月6日，一低壓在吐瓦魯以東南形成，美國海軍研究實驗室給予擾動編號98P。2月6日上午8時，斐濟氣象局判定其為一個熱帶擾動，給予編號08F。
2月7日凌晨2時，聯合颱風警報中心將其升格為熱帶低氣壓，並給予熱帶氣旋編號11P。同時，斐濟氣象局將其升格為熱帶低氣壓。上午8時，聯合颱風警報中心將其升格為熱帶風暴。晚間8時，斐濟氣象局將其升格為一級熱帶氣旋，並命名為奧西（Osai）。
2月8日上午11時，斐濟氣象局將其降格為熱帶低氣壓。

## 未被國際命名的熱帶氣旋

### 熱帶擾動03F
12月1日，一個低壓在吐瓦魯以西形成，美國海軍研究實驗室給予擾動編號92P。
12月2日上午11時，斐濟氣象局判定其為一個熱帶擾動，給予編號03F。
12月4日下午5時，系統離開斐濟氣象局責任範圍，因此改由澳大利亞國家氣象局接續發報。

### 熱帶擾動04F
1月25日上午8時，斐濟氣象局判定其為一個熱帶擾動，給予編號04F。

### 熱帶低氣壓05F
2月2日清晨5時，熱帶低氣壓06U離開澳大利亞國家氣象局責任範圍，因此改由斐濟氣象局接續發佈。
2月4日下午2時，系統離開斐濟氣象局責任範圍，因此改由澳大利亞國家氣象局接續發報。
2月8日凌晨2時，系統重新進入斐濟氣象局責任範圍，因此重新改由斐濟氣象局發報，當時斐濟氣象局評定之風速為30節，強度為熱帶低氣壓。上午8時，聯合颱風警報中心將其升格為熱帶風暴，並給予熱帶氣旋編號12P。

### 熱帶擾動07F
2月4日，一個低壓在法屬玻里尼西亞以西海域形成，美國海軍研究實驗室給予編號97P。
2月5日下午2時，斐濟氣象局判定其為一個熱帶擾動，給予編號07F。
2月9日上午7時，斐濟氣象局對其發佈最後一報。

### 熱帶擾動09F
2月4日，一個低壓在法屬玻里尼西亞以西海域形成，美國海軍研究實驗室給予編號91P。
2月11日下午2時，斐濟氣象局判定其為一個熱帶擾動，給予編號09F。
2月12日上午8時，斐濟氣象局對其發布最後一報。

### 熱帶低氣壓10F
2月14日，一個低壓在國際換日線以東海域形成，美國海軍研究實驗室給予其編號94P。下午2時，斐濟氣象局判定其為一個熱帶擾動，給予編號10F。
2月15日凌晨2時，斐濟氣象局將其升格為熱帶低氣壓。
2月16日凌晨2時，聯合颱風警報中心將其升格為熱帶風暴，並給予熱帶氣旋編號15P。

### 熱帶擾動11F
3月9日，一個低壓在瓦努阿圖以西海域形成，美國海軍研究實驗室給予編號92P。凌晨2時，斐濟氣象局判定其為一個熱帶擾動，給予編號11F。

## 氣旋季影響
以下表格顯示了2023－2024年南太平洋熱帶氣旋季的所有熱帶氣旋以及它們的登陸資料。在括號內的死亡人數屬於非直接，但仍與風暴有關的死亡。所有破壞及死亡數字都包括風暴在擾動及溫帶氣旋階段時的資料。
| 風暴名稱 | 持續日期                                                                    | 最高強度         | 持續風速      | 氣壓                           | 影響地區                                         | 損失 （美元） | 死亡人數 | 來源 |
| -------- | --------------------------------------------------------------------------- | ---------------- | ------------- | ------------------------------ | ------------------------------------------------ | ------------- | -------- | ---- |
| 羅拉     | 10月19日(進入南太平洋) －10月26日                                           | 五級強烈熱帶氣旋 | 每小時215公里 | 930百帕斯卡（27.46英寸汞柱）   | 萬那杜、索羅門群島、新喀裡多尼亞、紐西蘭         | 3.6億         | 3        |      |
| 馬爾     | 11月11日－11月16日                                                          | 三級強烈熱帶氣旋 | 每小時130公里 | 965百帕斯卡（28.50英寸汞柱）   | 斐濟                                             | 未知          | 無       |      |
| 03F      | 12月2日－12月4日(離開南太平洋)                                              | 熱帶擾動         | 風力不詳      | 1,002百帕斯卡（29.59英寸汞柱） | 索羅門群島                                       | 無            | 無       |      |
| 04F      | 1月25日－1月27日                                                            | 熱帶擾動         | 風力不詳      | 1,002百帕斯卡（29.59英寸汞柱） | 斐濟                                             | 無            | 無       |      |
| 05F      | 2月2日(進入南太平洋)－2月28日(曾於2月5日至2月7日離開南太平洋，其後再次進入) | 熱帶低氣壓       | 每小時55公里  | 997百帕斯卡（29.44英寸汞柱）   | 新喀裡多尼亞、萬那杜                             | 無            | 無       |      |
| 納特     | 2月4日－2月8日                                                              | 二級熱帶氣旋     | 每小時95公里  | 997百帕斯卡（29.44英寸汞柱）   | 薩摩亞、美屬薩摩亞、庫克群島南部、法屬玻里尼西亞 | 無            | 無       |      |
| 07F      | 2月5日－2月9日                                                              | 熱帶擾動         | 風力不詳      | 1,002百帕斯卡（29.59英寸汞柱） | 無                                               | 無            | 無       |      |
| 奧西     | 2月6日－2月8日                                                              | 一級熱帶氣旋     | 每小時85公里  | 990百帕斯卡（29.23英寸汞柱）   | 薩摩亞、美屬薩摩亞、庫克群島南部                 | 無            | 無       |      |
| 09F      | 2月11日－2月12日                                                            | 熱帶擾動         | 風力不詳      | 1,004百帕斯卡（29.65英寸汞柱） | 無                                               | 無            | 無       |      |
| 10F      | 2月14日－2月17日                                                            | 熱帶低氣壓       | 每小時55公里  | 997百帕斯卡（29.44英寸汞柱）   | 無                                               | 無            | 無       |      |
| 11F      | 3月9日－3月15日                                                             | 熱帶擾動         | 風力不詳      | 1,000百帕斯卡（29.53英寸汞柱） | 萬那杜                                           | 無            | 無       |      |
| 12F      | 3月19日－3月20日                                                            | 熱帶擾動         | 風力不詳      | 1,000百帕斯卡（29.53英寸汞柱） | 萬那杜                                           | 無            | 無       |      |
| 季節總結 |                                                                             |                  |               |                                |                                                  |               |          |      |
| 12個系統 | 2023年10月19日－活躍中                                                      |                  | 每小時215公里 | 930百帕斯卡（27.46英寸汞柱）   |                                                  | 3.6億         | 3        |      |

## 風暴名稱
本年未用名稱以灰色表示，黑體字表示今年已經使用過，粗體名稱表示該風暴活躍中，橙色表示下一個即將使用的熱帶氣旋名稱。
| - Lola - Mal - Nat - Osai - Pita（未用） - Rae（未用） - Seru（未用） | - Tam（未用） - Urmil（未用） - Vaianu（未用） - Wati（未用） - Xavier（未用） - Yani（未用） - Zita（未用） |  |

## 外部連結
- 世界氣象組織（页面存档备份，存于）
- 澳洲氣象局（页面存档备份，存于）
- 斐濟氣象部門（页面存档备份，存于）
- 紐西蘭氣象局（页面存档备份，存于）
- 美國聯合颱風警報中心(JTWC)（页面存档备份，存于）

## 参見
- 2023年北印度洋氣旋季
- 2023年太平洋颱風季
- 2023年太平洋颶風季
- 2023年大西洋颶風季
- 2023－2024年西南印度洋熱帶氣旋季
- 2023—2024年澳洲地區熱帶氣旋季